# Patrici Arnau
Patricio Arnau Pericas, conocido futbolísticamente como Arnau (Barcelona, España,10 de noviembre de 1907 - Barcelona, 27 de abril de 1991) fue un futbolista español que jugó en el FC Barcelona.

## Clubes
| Club         | País   | Año       |
| ------------ | ------ | --------- |
| FC Barcelona | España | 1923-1934 |

## Palmarés

### Campeonatos nacionales
| Título       | Club         | País   | Año  |
| ------------ | ------------ | ------ | ---- |
| Copa del Rey | FC Barcelona | España | 1925 |
| Copa del Rey | FC Barcelona | España | 1926 |
| Copa del Rey | FC Barcelona | España | 1928 |
| Liga         | FC Barcelona | España | 1929 |

### Otros títulos y distinciones
| Título                                              | Club         | País   | Año  |
| --------------------------------------------------- | ------------ | ------ | ---- |
| Campeonato de Cataluña                              | FC Barcelona | España | 1924 |
| Campeonato de Cataluña                              | FC Barcelona | España | 1925 |
| Campeonato de Cataluña                              | FC Barcelona | España | 1926 |
| Campeonato Superregional Aragón-Cataluña-Valencia   | FC Barcelona | España | 1926 |
| Campeonato de Cataluña                              | FC Barcelona | España | 1927 |
| Campeonato Superregional Cataluña-Murcia-Valencia   | FC Barcelona | España | 1927 |
| Torneo de Campeones                                 | FC Barcelona | España | 1928 |
| Campeonato de Cataluña                              | FC Barcelona | España | 1928 |
| Campeonato Superregional Aragón-Cataluña-País Vasco | FC Barcelona | España | 1927 |
| Campeonato de Cataluña                              | FC Barcelona | España | 1930 |
| Campeonato de Cataluña                              | FC Barcelona | España | 1931 |
| Campeonato de Cataluña                              | FC Barcelona | España | 1932 |